# Pronunciamiento de 1841 en Espagne
 (novembre 2022).
Si vous disposez d'ouvrages ou d'articles de référence ou si vous connaissez des sites web de qualité traitant du thème abordé ici, merci de compléter l'article en donnant les références utiles à sa vérifiabilité et en les liant à la section « Notes et références ».
Le pronunciamiento de 1841 est une tentative d'insurrection contre la Régence d'Espartero, soutenue par le Parti modéré, l'ancienne reine d'Espagne en exil, Marie-Christine de Bourbon-Siciles, et son mari, Agustín Fernando Muñoz y Sánchez. Elle se solde par un échec des conspirateurs.

## Contexte
Depuis le début, les rapports entre Marie-Christine de Bourbon-Siciles et le Parti Modéré sont froids : elle reproche au parti la trahison du Statut royal de 1834, et à ses membres leur faiblesse lors de la mutinerie de la grange de San Ildefonse. La régence de la jeune Isabelle II est confiée à Agustín Argüelles, peu apprécié des deux camps, et le général Baldomero Espartero a progressivement pris le contrôle du palais royal de Madrid en y plaçant ses fidèles. L'ancienne reine et les modérés se rapprochent.
Au début de l'année 1841, l'ancienne reine d'Espagne, Marie-Christine de Bourbon-Siciles et son mari rencontrent le pape Grégoire XVI à Rome pour obtenir sa bénédiction sur leur mariage morganatique, voyage organisé par Francisco Cea Bermúdez. Avec l'aide du pape, l'ancienne reine espère un nouvel avenir politique. Le parti Modéré en profite : il réclame l'aide de la France dans sa lutte contre Baldomero Espartero, devenu en partie régent d'Espagne. Une telle alliance pouvait s'envisager car le régent tentait de créer des liens avec l'Angleterre.

## La déclaration
En mai 1841, les tribunaux espagnols concèdent l'entièreté de la régence à Espartero. Marie-Christine s'installe à Paris, accueillie par le roi Louis-Philippe. Elle est rejointe par de nombreux modérés : Juan Donoso Cortés, Francisco Javier de Istúriz, Diego de León, ou encore Juan de la Pezuela. Elle finit par annoncer la déclaration de la révolte contre Espartero depuis Paris, avec l'aide de Ramón María Narváez y Campos et Juan Prim pour les aspects militaires et Antonio Alcalá Galiano et Andrés Borrego (es) pour les politiques. 
L'ancienne reine réclame que la Régence lui soit confiée, elle affirme que la future reine Isabelle II est sous l'emprise du régent Espartero, de son tuteur Agustín Argüelles, et de sa dame d'honneur Jeanne de Vega (es) (veuve de Francisco Espoz y Mina). Elle lève un fonds de 8 millions de réaux, reçoit le soutien de nombreux conseillers provinciaux et d'une frange de l'opposition carliste. Cette dernière est déçue par la convention d'Ognate et veulent se venger d'Espartero, principal artisan de leur défaite lors de la première guerre carliste.

## L'échec de la révolte
Dès septembre 1841, Espartero est mis au courant de la révolte. Pris de court, les généraux favorables à Marie-Christine précipitent leurs opérations ; Léopold O'Donnell lance la campagne militaire le 27 septembre à Pampelune, mais échoue à prendre la ville. Le 4 octobre, la révolution est effective, avec la mise en place d'un « conseil suprême du gouvernement » dirigé par le modéré Manuel Montes de Oca (es), et la reconnaissance de Marie-Christine comme régente par le général Juan Antonio de Urbiztondo. 
Peu de villes se rallient à leur cause :  Saragosse, Bilbao et Bergara. Le 7 octobre, les généraux Diego de Léon et Manuel de la Concha pénètrent dans le palais royal, avec la complicité de gardes. Leur objectif est d'enlever Isabelle II et sa sœur, Louise-Fernande, et les emmener au pays basque. Les hallebardiers royaux, commandés par le colonel Domingo Dulce, leur coupent la route ; les deux hommes doivent fuir. Cet échec met fin à la tentative de révolution.

## Conséquences

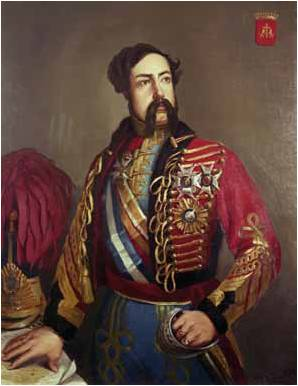
Le lieutenant général Diego de León, comte de Belascoain (1807-1841), un de ceux qui pénètrent dans le palais royal de Madrid, avec la complicité de certains gardes, pour enlever Isabelle II d'Espagne et sa sœur et fusillé en 1841 pour cela.

La plupart des révolutionnaires s'exilent, comme O'Donnel et de la Concha. Les condamnations à mort sont nombreuses. Diego de León, Manuel Montes de Oca (es) sont fusillés. Juan Palarea y Blanes (es) meurt en prison. En condamnant à mort les vaincus, Espartero transgresse une des régles traditionnelles des « pronunciamiento » et choque l'opinion publique.
Dans les villes où des milices se sont érigées pour défendre la Régence, certaines refusent de se laisser désarmer. A Barcelone, les miliciens profitent du départ du général Antonio Van Halen pour détruire la citadelle détestée par les habitants.
Lors des élections municipales de décembre 1841, de nombreuses villes élisent pour la première fois des conseillers républicains (Barcelone, Alicante, Séville, Cadix, Valence, ...).